# Тип 81 Тансам
Тип 81 (яп. 81式短距離地対空誘導弾 хатидзю:ити сики танкёри титаику: ю:до:дан, «ракета „земля-воздух“ ближнего действия типа 81») — японский зенитно-ракетный комплекс с зенитными ракетами ближнего радиуса действия, разработанный фирмой Toshiba и принятый на вооружение Сил самообороны Японии в 1981 году. Комплекс сокр. обозначают, как SAM-1, а в русскоязычных источниках — «Тансам», как транслитерация от распространённого Tan-SAM (яп. 短SAM Тан Саму, от иероглифа 短 — ближний и англоязычной аббревиатуры SAM (англ. Surface-to-Air Missile — ракета «поверхность-воздух»)).
ЗРК Тип 81 предназначен для противовоздушной обороны важнейших объектов Японии, в том числе военных аэродромов, военно-морских баз и др.

## История
ЗРК разрабатывался компанией Toshiba Electric по тактико-техническим требованиям сформированным в 1966 году по запросу Сухопутных сил самообороны Японии для замены стоящих на вооружении Сил самообороны американских дивизионных зенитных пушек:
- стационарных 75-мм M51 «Skysweeper» (англ. Skysweeper),
- и мобильных M15A1 калибра 37/12,7 мм.

«Тансам» проектировалась, как мобильная система малой дальности, которая по своим характеристикам, должна была заполнить нишу между ПЗРК FIM-92 Stinger и ЗРК средней дальности MIM-23 Hawk, находившимися на вооружении сил самообороны Японии в то время.
НИР по ЗРК и изготовление основных систем опытного образца велись в 1967—1968 годах, фактическое создание экспериментальных образцов аппаратуры осуществлялось с 1969 по 1970 год. Первый опытный образец ЗРК собирался в период между 1971 и 1976 годом с проведением технической отработки отдельных компонентов комплекса в 1972—1977 годах.
В период 1978—1979 годов, ЗРК проходил войсковые испытания, успешное завершение которых, позволило оборонному ведомству Японии принять на вооружение «Tan-SAM» в конце 1980 года, как «зенитно-ракетный комплекс ближнего радиуса действия „Тип 81“» (что, эквивалентно русскому «образца 1981 года») и начать размещение заказов на изготовление первой партии с его изготовителем — Toshiba Electric. В эксплуатацию ЗРК был принят в 1981 году. В 1987 году, была выпущена модификация SAM-1B, с незначительными изменениями.
Работы над модернизированной версией Tan-SAM kai были начаты в 1989 году. Эта модификация, получила обозначение SAM-1C в 1995 году, изготовление установочной партии модернизационного комплекта начато в 1996 году.
Работы по следующему этапу модернизации Tan-SAM kai II начаты в 2005 году.

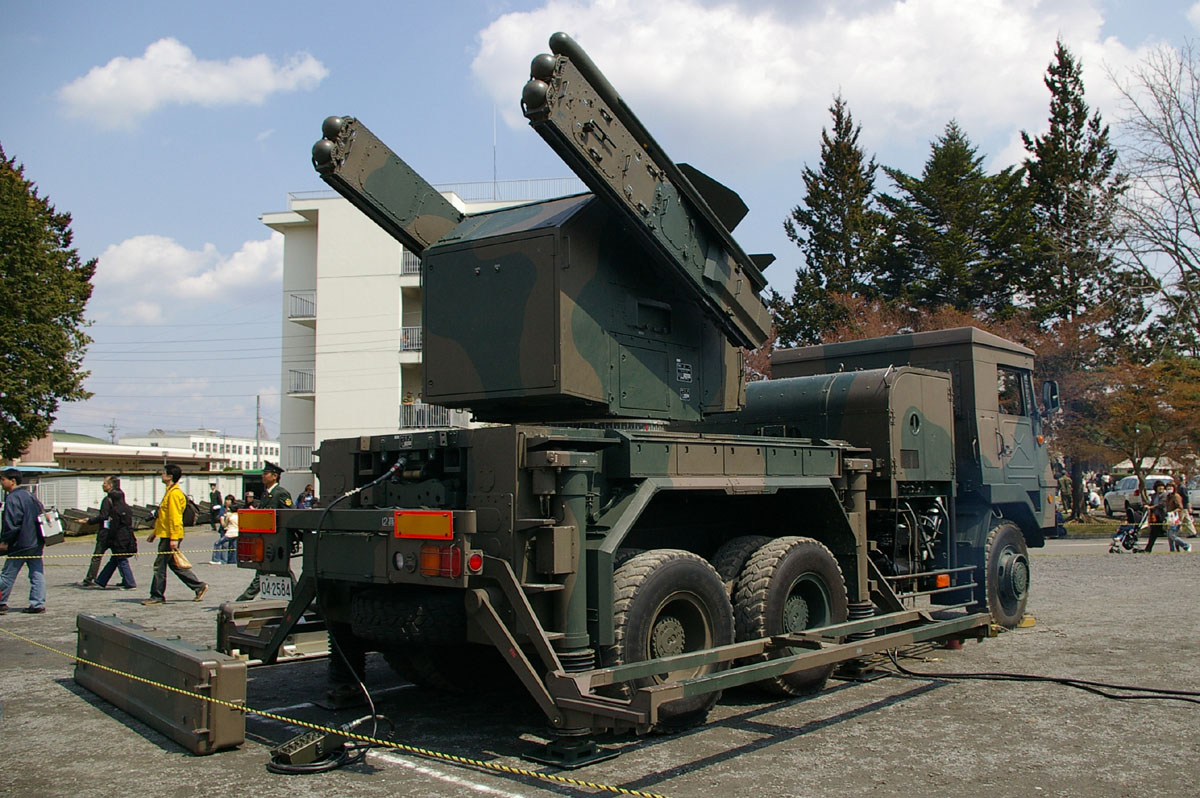
СПУ (вид сзади).
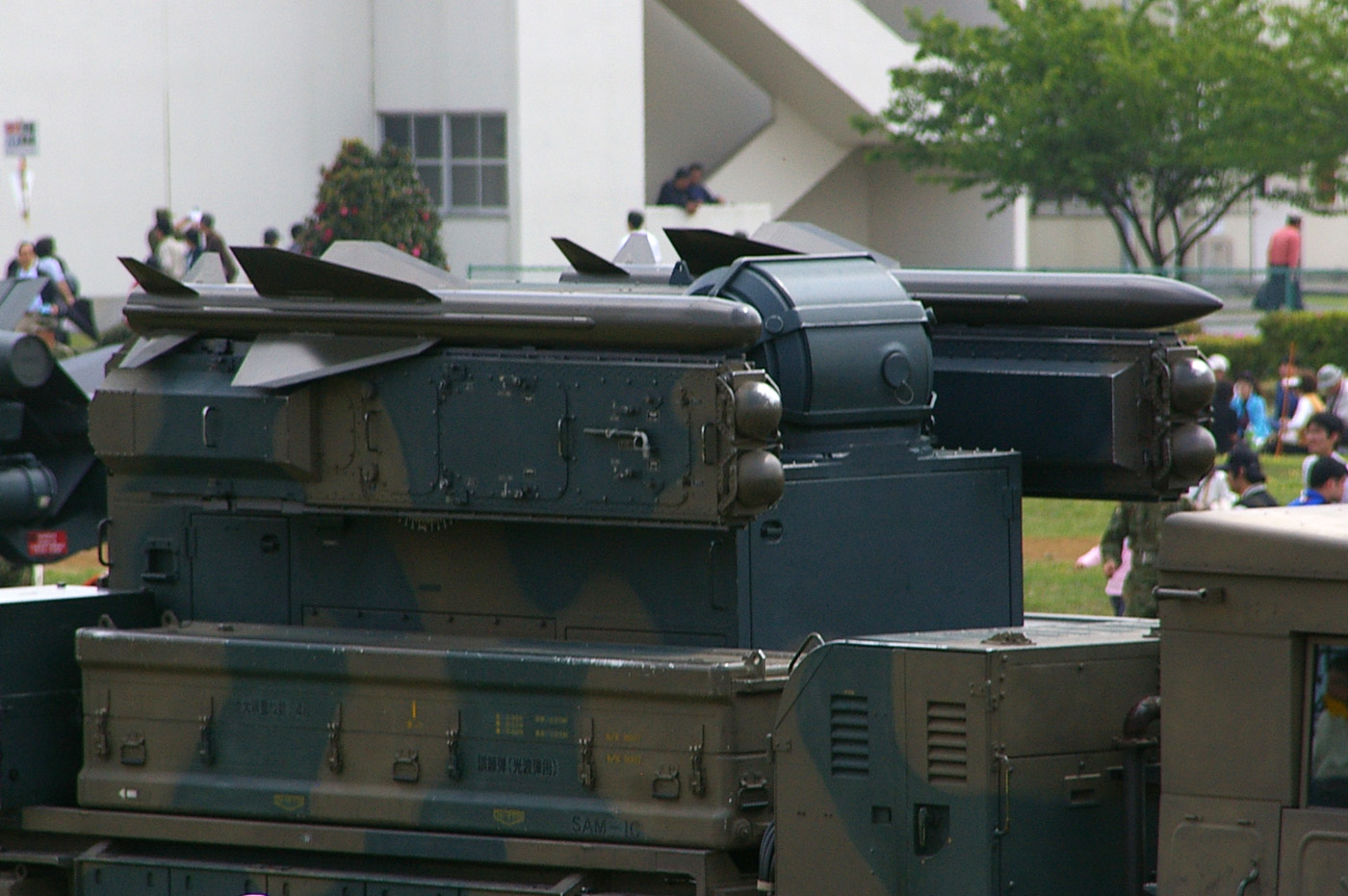
Ракеты на верхних направляющих СПУ (походное положение).
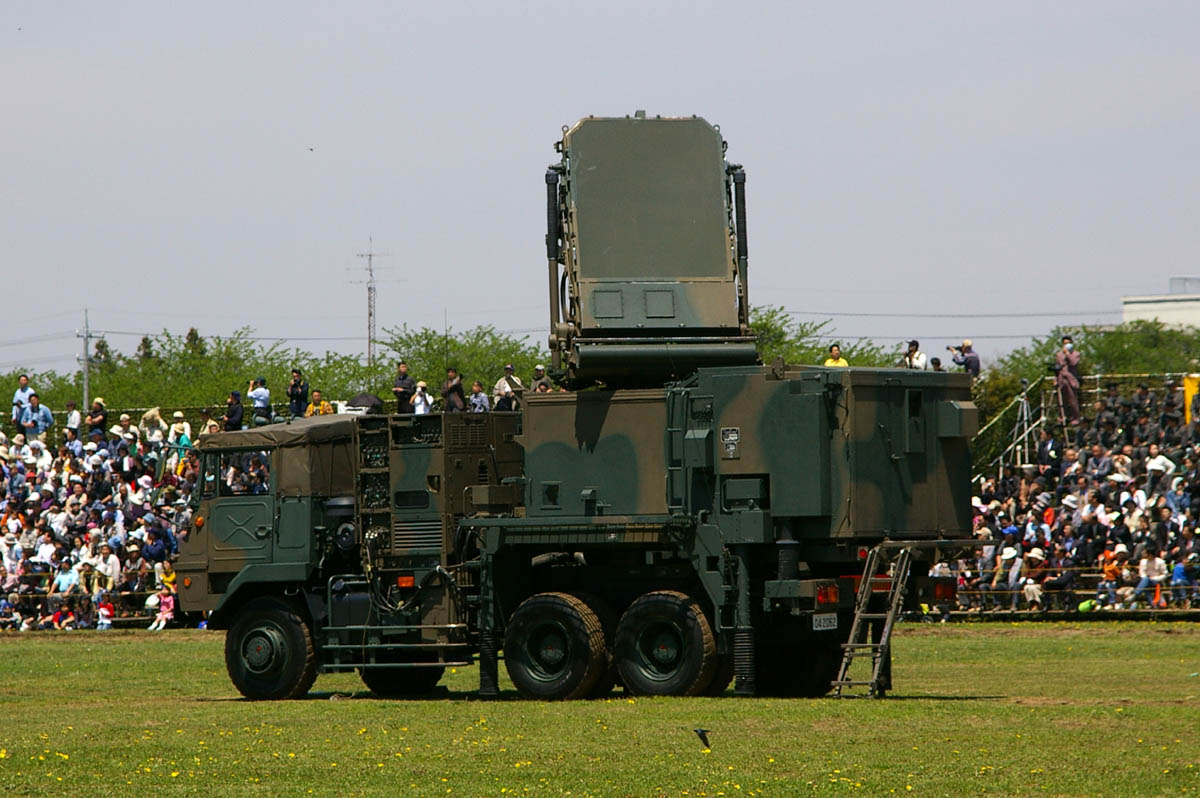
Пост управления с РЛС
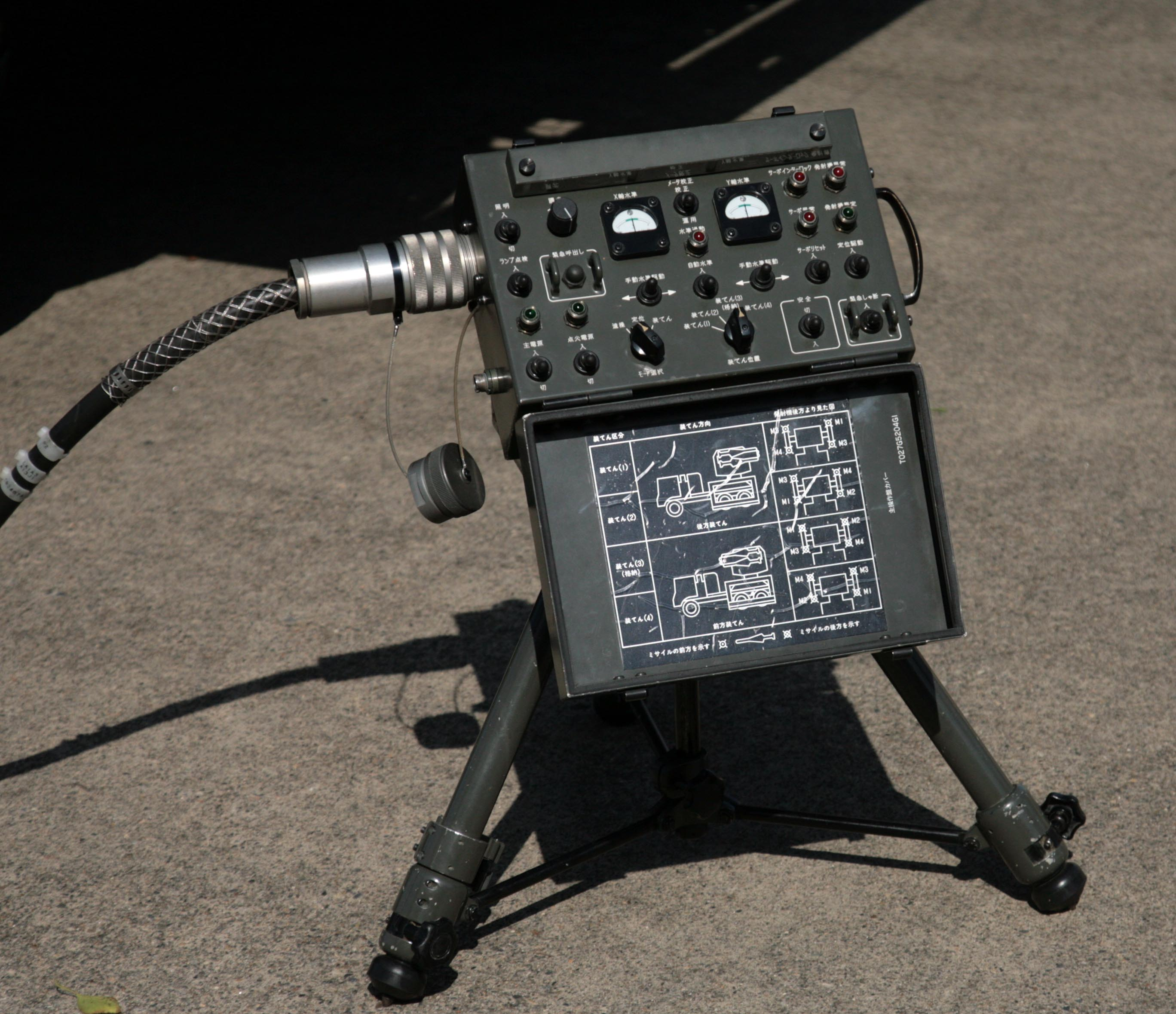
Пульт управления
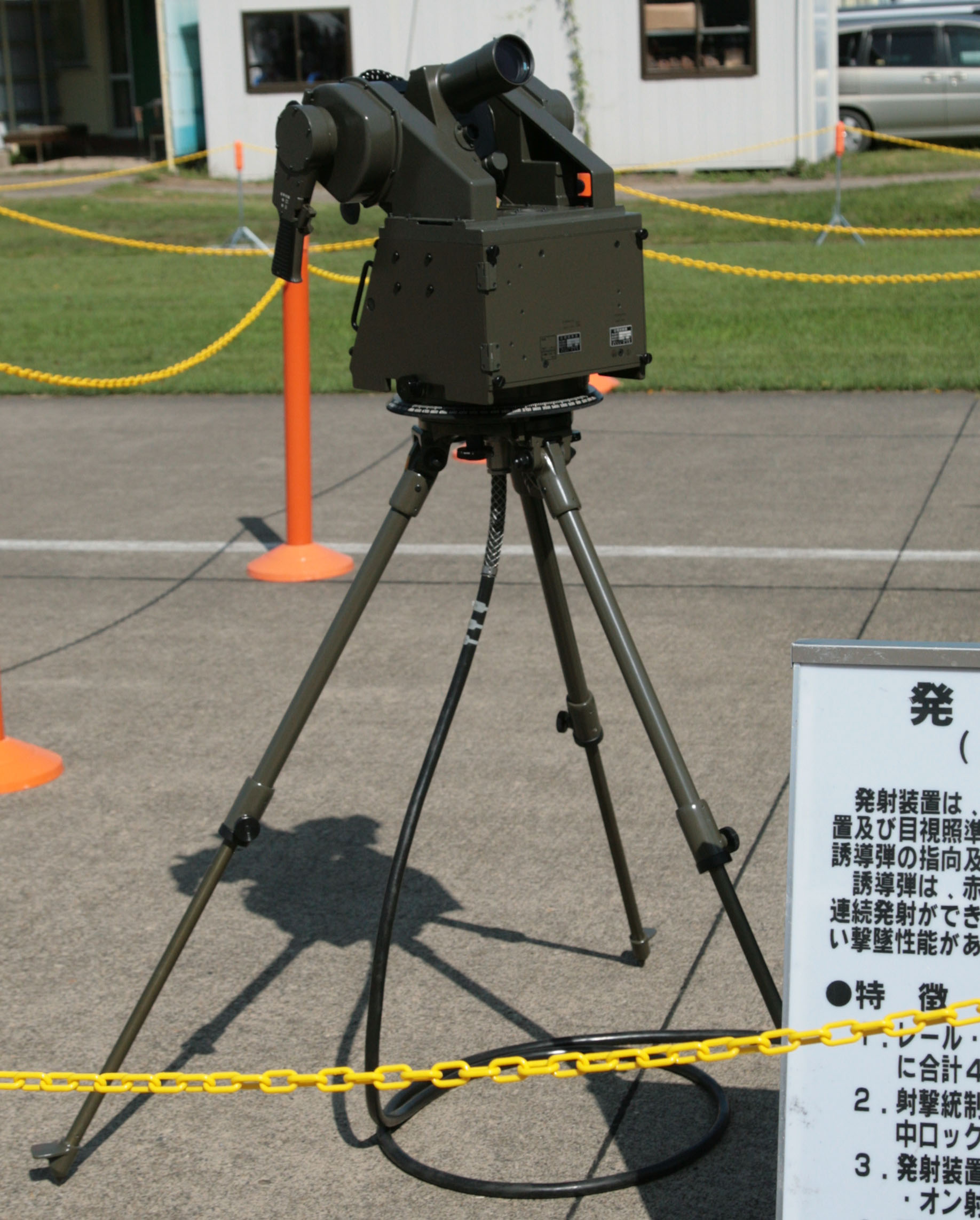
Блок оптического сопровождения (вид спереди).

## Тактико-технические характеристики
- Длина: 2700 мм
- Диаметр корпуса: 160 мм
- Размах крыльев: 600 мм
- Стартовая масса: 100 кг
- Масса БЧ: 9 кг
- Дальность поражения: 0,5-7 км
- Высота поражения: 0,015-3 км
- Система наведения: ИКГСН
- Скорость полёта: 2,4 М